# Ed Farhat
Edward George Farhat (Lansing (Michigan), 6 juni 1926 - Williamston (Michigan), 18 januari 2003), beter bekend als The Original Sheik, was een Amerikaans professioneel worstelaar die in de jaren 60 veel succes had in verschillende worstelpromoties. Ed is ook de oom van de vroegere ECW worstelaar Terry Brunk (Sabu).

## In worstelen
- Finishers en signature moves
  - Camel clutch
  - Armpit claw
  - Fireball - Innovated

- Managers
  - The Princess
  - Abdullah Farouk
  - Eddie "The Brain" Creatchman

- Worstelaars gemanaged
  - Sabu

## Prestaties
- All Japan Pro Wrestling
  - NWA United National Championship (1 keer)

- Cauliflower Alley Club
  - Other honoree (1995)

- Central States Wrestling
  - NWA United States Heavyweight Championship (1 keer)

- Frontier Martial Arts Wrestling
  - WWA World Martial Arts Heavyweight Championship (2 keer)

- International Championship Wrestling
  - ICW United States Heavyweight Championship (2 keer)

- Maple Leaf Wrestling
  - NWA United States Heavyweight Championship (4 keer)

- NWA Detroit
  - NWA United States Heavyweight Championship(12 keer)

- NWA Hollywood Wrestling
  - NWA Americas Heavyweight Championship (1 keer)

- NWA Mid-Pacific Promotions
  - NWA Hawaii Heavyweight Championship (1 keer)

- Southwest Sports, Inc.
  - NWA Texas Heavyweight Championship (1 keer)

- World Wrestling Federation/World Wrestling Entertainment
  - WWF United States Championship (2 keer)
  - WWE Hall of Fame (Class of 2007)